# 応用植物科学科
応用植物科学科（おうようしょくぶつかがくか、英称：Department of Plant Science）は、植物学に関する分野を教育研究する大学における学科のひとつ。

## 応用植物科学科を置く大学・学部
- 法政大学生命科学部（2014年度～）
- 東海大学農学部（1980年度～）（前身の九州東海大学から）

## 応用植物科学科に類似するコースを置く大学・学部
- 新潟大学農学部 農業生産科学科 植物生産学コース
- 岡山大学農学部 総合農業科学科 応用植物科学コース
- 神戸大学農学部 資源生命科学科 応用植物学コース

## 植物学を専攻できる大学・学科・専攻
- 植物科学科
- 宮崎大学 農学部 植物生産環境科学科
- 京都府立大学 生命環境学部 農学生命科学科 植物生産科学コース
- 日本大学生物資源科学部 植物資源科学科→生命農学科
- 龍谷大学 農学部 植物生命科学科（2015年4月開設）
- 弘前大学 農学生命科学部 園芸農学科
- 東北大学農学部 生物生産科学科 植物生命科学系
- 宇都宮大学 農学部 生物生産科学科 植物生産学コース
- 筑波大学 生物科学系　植物系統・分類研究室
- 千葉大学園芸学部 園芸学科
- 東京大学理学部 生物学科 植物学コース
- 東京農工大学 農学部 生物生産学科 生産技術環境系 および 植物生産系
- 信州大学 農学部 森林科学科
- 静岡大学 農学部 共生バイオサイエンス学科
環境森林科学科
- 京都大学理学部 理学科 生物化学専攻 植物学系
- 鳥取大学 農学部 生物資源環境学科 生物生産科学コース
- 香川大学 農学部 応用生物科学科 生物生産科学コース
- 九州大学農学部 生物資源環境学科 生物資源生産科学コース
生物資源環境学科 応用生物科学コース
生物資源環境学科 地球森林科学コース
- 佐賀大学 農学部 応用生物科学科 生物資源開発学講座
- 秋田県立大学 生物資源科学部 生物生産科学科 植物生理・形態学講座
- 福井県立大学 生物資源学部 生物資源学科
- 大阪市立大学 理学部 生物学科 植物機能生物学
- 大阪工業大学 工学部 環境工学科 生命環境学研究室 園芸植物学分野
- 明治大学 農学部 生命科学科
- 東京薬科大学 生命科学部 応用生命科学科 環境応答植物学研究室
- 東邦大学 理学部 生物学科 植物生態学研究室
- 近畿大学 農学部 バイオサイエンス学科 植物生態機能学研究室
- 南九州大学 環境園芸学部 環境園芸学科